# Нарвский колледж Тартуского университета
На́рвский ко́лледж Тартуского университета (эст. Tartu Ülikooli Narva Kolledž, англ. Narva College of the University of Tartu) — эстонское высшее учебное заведение, входящее в структуру Тартуского университета. Колледж был открыт в Нарве в 1999 году.

## История колледжа
Колледж начал действовать 1 июля 1999 г. на базе Нарвской высшей школы (НВШ).
Директором колледжа стала Катри Райк. В этом же году в Нарвском колледже начал действовать Открытый университет.

## Внутренняя структура
Колледж возглавляет директор, который периодически выбирается советом Тартуского университета.
В колледже 5 лекторатов (лекторат эстонского языка и литературы, лекторат педагогики и психологии, лекторат общественных наук, лекторат русского языка и литературы, лекторат иностранных языков).

## Специальности
Колледж предлагает обучение по следующим специальностям:
- педагог детских дошкольных учреждений (с русским языком обучения);
- классный учитель (в школе с русским языком обучения);
- учитель гуманитарных предметов в многоязычной школе (магистратура). В рамках этой специальности возможны следующие специализации (специализации 3-6 изучаются в качестве второй специальности):
  - 1. учитель эстонского языка как неродного;
  - 2. учитель английского языка как неродного;
  - 3. учитель истории и обществоведения;
  - 4. учитель природоведения и человековедения;
  - 5. учитель русского языка как неродного;
  - 6. социальный педагог.
- работа с молодежью;
- организация работы местного самоуправления.
- разработка инфотехнологических систем

Эти специальности можно изучить также в рамках Открытого университета (разновидность заочной формы обучения).

## Учебная и научная деятельность
- В колледже издается две серии периодических изданий:
  - 1. Acta et commentationes collegii Narovensis — учёные записки колледжа, серия выходит с 2002 г.
  - 2. Studia humaniora et paedagogica collegii Narovensis — сборники статей по итогам международных конференций, выходят с 2004 г.
- Регулярно в колледже проводятся научные конференции. Преобладающая тематика — педагогика, психология и методика преподавания в школе и в вузе в условиях мультикультурного общества. В 2003 г. состоялась международная конференция, посвященная истории Нарвы (организатор К. Брюггеманн). В 2006 г. в Нарвском колледже была устроена международная конференция, посвященная этническим стереотипам и межкультурному взаимодействию (организатор Е. Нымм). В 2008 г. состоялась международная конференция посвященная проблемам мультикультурности в педагогике (организаторы А. Джалалова и Е. Протасова). Ежегодно в конце августа проводятся конференции для учителей, которые с недавних пор также стали международными.
- С 2001 г. ежегодно в колледже проходят студенческие научные конференции, которые с 2005 г. стали международными.

## Дополнительные возможности: переобучение и курсы повышения квалификации
Кроме стационарного и заочного обучения в Нарвском колледже организуются также курсы повышения квалификации, касающиеся различных областей: педагогики, психологии, административной работы, межкультурных отношений, методики языкового погружения, работы с молодежью, социальной деятельности и др. Ежегодно обучение на курсах проходят более 1200 человек.

## Проекты, связанные с колледжем

### Детский университет
Нарвский детский университет (эст. Lasteülikool) — первый проект такого рода в Эстонии, открыт в 2007 г.. Традиция детских университетов пришла из Германии.
Целевая аудитория детского университета — дети 7-12 лет, которым читают лекции профессора и знаменитости. За первый учебный год в проекте приняло участие 123 ребенка. Лекторами были Эне Эргма, Пеэтер Тульвисте, Алар Карис, Анзори Баркалайя, Бируте Клаас, Айвар Крийска.
В 2008 г. Нарвский детский университет получил второй приз за популяризацию эстонской науки.

### Проколледж
(эст. Eelkolledž)

### Центр тестирования по русскому как иностранному (ТРКИ)
В июне 2005 г. между Нарвским колледжем и головным центром тестирования ТРКИ (Москва) был заключен договор об открытии в Нарве центра ТРКИ (эст. Vene keele testimiskeskus (TORFL)). Центр был организован на базе лектората русского языка и литературы, преподаватели которого (О. Бурдакова и В. Семенов, позднее — Е. Нымм) стали тесторами, пройдя обучение в Москве и Санкт-Петербурге. В октябре того же года состоялась первая сессия тестирования на уровень B1, в которой приняли участие граждане Эстонии и Германии. Центр предоставляет возможность пройти тестирование по русскому как иностранному на элементарный, базовый или один из сертификационных уровней и получить свидетельство международного образца о владении языком (TORFL).

### Летние школы по русскому языку
Также на базе лектората русского языка и литературы с 2002 г. почти ежегодно в Нарвском колледже проводятся курсы русского языка, так называемые Летние школы. Сейчас организуются два вида Летних школ: семидневные, для людей, практически не владеющих языком (на уровень A2) и Летние школы для людей, уже имеющих некоторые познания в языке и желающих закрепить разговорные навыки (на уровень B1).

### Городские школьные олимпиады по русскому языку и литературе
В 2006 и 2007 гг. в Нарвском колледже усилиями преподавателей лектората русского языка и литературы и работников администрации проводились городские школьные олимпиады по русскому языку и литературе.

## Здание колледжа

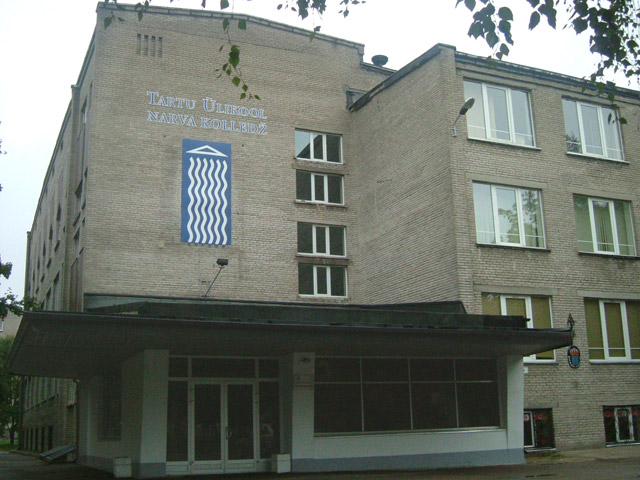
Старое здание колледжа

До ноября 2012 года колледж располагался в здании бывшей НВШ. Это учебный корпус, построенный в 1960-е годы по типовому проекту средней школы. Первоначально в здании действовал нарвский политехникум, который был закрыт в конце 1980-х гг.
Идея постройки здания Нарвского колледжа на историческом месте городской биржи на  Ратушной площади возникла в 2003 г., когда после экспертизы, проведенной крупными строительными фирмами Эстонии стало ясно, что ремонтировать имеющееся здание нерентабельно.
В августе 2004 г. начались археологические раскопки на планируемом месте постройки колледжа.
13 апреля 2005 г. был объявлен архитектурный конкурс на лучший проект здания колледжа.
18 июля 2005 г. комиссией госзаказа первое место на конкурсе присуждается проекту № 3 под названием «Дождь» (эст. "Vihm").

9 марта 2006 г. Нарвское горсобрание утвердило проект «Дождь» для строительства.

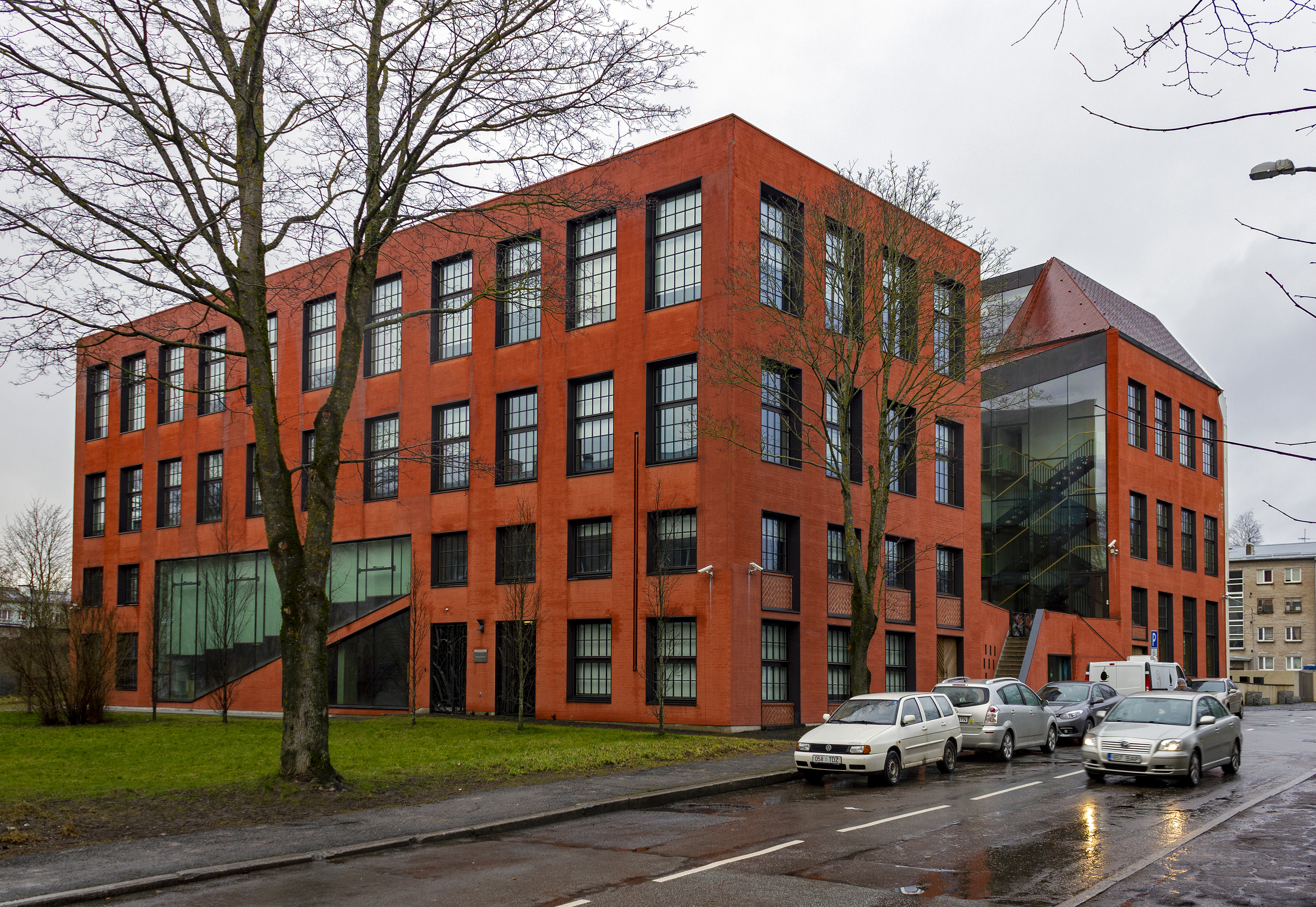
Вид на колледж с улицы Суур

Однако в конце 2006 г. Нарвская горуправа отказала колледжу в разрешении на строительство.
В связи с отказом города были упущены некоторые возможности финансирования строительства. Первоначальная стоимость проекта составляла около 40 млн эстонских крон. Стоимость проекта на настоящий момент — порядка 150 млн эстонских крон. Официальной причиной отказа было формальное несоответствие некоторых документов. Основные аргументы противников проекта состоят в том, что строительство нового здания сделает невозможным восстановление Старого города Нарвы в его историческом виде.
В 2007 г. Тартуский административный суд признал решение муниципальных властей Нарвы неправомерным.
26 февраля 2008 г. между Нарвой и Тартуским университетом был подписан договор о благих намерениях, который де-факто стал разрешением на строительство здания.
Новое здание колледжа открыто в ноябре 2012 года. Подвал старого здания биржи был восстановлен. Фасад учебного корпуса представляет собой негативный образ фасада здания бывшей биржи. Таким образом удалось избежать сокрытия фасада исторической ратуши, что раньше было проблемой для здания биржи. За фасадом, напоминающим старое здание, построен современный учебный корпус, официально открытый в конце 2012 года. 